# Open 13 2008
L'Open 13 2008 è stato un torneo di tennis giocato sul cemento indoor. 
È stata la 16ª edizione dell'Open 13,che fa parte della categoria International Series nell'ambito dell'ATP Tour 2008. 
Si è giocato al Palais des Sports di Marsiglia in Francia, 
dall'11 al 17 febbraio 2008.

## Campioni

### Singolare
Andy Murray ha battuto in finale  Mario Ančić con il punteggio di 6–3, 6–4

### Doppio
Martin Damm /  Pavel Vízner hanno battuto in finale  Yves Allegro /  Jeff Coetzee con il punteggio di 7–6(0), 7–5